# Сен-Дідьє-су-Риврі
Сен-Дідьє́-су-Риврі́, Сен-Дідьє-су-Ріврі (фр. Saint-Didier-sous-Riverie) — колишній муніципалітет у Франції, у регіоні Овернь-Рона-Альпи, департамент Рона. Населення — 1178 осіб (2011).
Муніципалітет був розташований на відстані близько 400 км на південний схід від Парижа, 26 км на південний захід від Ліона.

## Історія
До 2015 року муніципалітет перебував у складі регіону Рона-Альпи. Від 1 січня 2016 року належав до нового об'єднаного регіону Овернь-Рона-Альпи.
1 січня 2017 року Сен-Дідьє-су-Риврі, Сен-Сорлен i Сен-Морис-сюр-Даргуар було об'єднано в новий муніципалітет Шабаньєр.

## Демографія
Динаміка населення (Cassini і INSEE ):
Розподіл населення за віком та статтю (2006):
| Стать | Всього | До 15 років | 15-24 | 25-44 | 45-64 | 65-85 | Понад 85 |
| --- | ------ | ----------- | ----- | ----- | ----- | ----- | -------- |
| Чоловіки | 568    | 112         | 72    | 160   | 136   | 68    | 20       |
| Жінки | 600    | 124         | 72    | 160   | 140   | 96    | 8        |
| \| Статево-вікова піраміда \| Статево-вікова піраміда \| Статево-вікова піраміда \| \| ----------------------- \| ----------------------- \| ----------------------- \| \| Чоловіки \| Вік \| Жінки \| \| 20 \| 85 + \| 8 \| \| 12 \| 80-84 \| 32 \| \| 20 \| 75-79 \| 8 \| \| 24 \| 70-74 \| 36 \| \| 12 \| 65-69 \| 20 \| \| 28 \| 60-64 \| 16 \| \| 36 \| 55-59 \| 40 \| \| 36 \| 50-54 \| 36 \| \| 36 \| 45-49 \| 48 \| \| 72 \| 40-44 \| 56 \| \| 36 \| 35-39 \| 52 \| \| 28 \| 30-34 \| 28 \| \| 24 \| 25-29 \| 24 \| \| 32 \| 20-24 \| 28 \| \| 40 \| 15-20 \| 44 \| \| 24 \| 10-14 \| 48 \| \| 48 \| 5-9 \| 48 \| \| 40 \| 0-4 \| 28 \| |        |             |       |       |       |       |          |
| Статево-вікова піраміда |        |             |       |       |       |       |          |
| Чоловіки | Вік    | Жінки       |       |       |       |       |          |
| 20 | 85 +   | 8           |       |       |       |       |          |
| 12 | 80-84  | 32          |       |       |       |       |          |
| 20 | 75-79  | 8           |       |       |       |       |          |
| 24 | 70-74  | 36          |       |       |       |       |          |
| 12 | 65-69  | 20          |       |       |       |       |          |
| 28 | 60-64  | 16          |       |       |       |       |          |
| 36 | 55-59  | 40          |       |       |       |       |          |
| 36 | 50-54  | 36          |       |       |       |       |          |
| 36 | 45-49  | 48          |       |       |       |       |          |
| 72 | 40-44  | 56          |       |       |       |       |          |
| 36 | 35-39  | 52          |       |       |       |       |          |
| 28 | 30-34  | 28          |       |       |       |       |          |
| 24 | 25-29  | 24          |       |       |       |       |          |
| 32 | 20-24  | 28          |       |       |       |       |          |
| 40 | 15-20  | 44          |       |       |       |       |          |
| 24 | 10-14  | 48          |       |       |       |       |          |
| 48 | 5-9    | 48          |       |       |       |       |          |
| 40 | 0-4    | 28          |       |       |       |       |          |

## Економіка
2010 року серед 768 осіб працездатного віку (15—64 років) 607 були активними, 161 — неактивною (показник активності 79,0%, у 1999 році було 74,4%). З 607 активних мешканців працювало 580 осіб (299 чоловіків та 281 жінка), безробітними було 27 (7 чоловіків та 20 жінок). Серед 161 неактивної 65 осіб було учнями чи студентами, 65 — пенсіонерами, 31 була неактивною з інших причин.

У 2010 році в муніципалітеті числилось 452 оподатковані домогосподарства, у яких проживали 1219,5 особи, медіана доходів виносила 18 968 євро на одного особоспоживача